# Jean Rouch
Jean Rouch (Parigi, 31 maggio 1917 – Birni N'Konni, 18 febbraio 2004) è stato un etnologo, antropologo e regista francese, noto per i suoi fondamentali contributi all'antropologia visuale.
Personalità eccentrica e poliedrica, Rouch si è dedicato allo studio e alla realizzazione di documentari etnografici su alcune realtà dell'Africa occidentale decolonizzata.
Il suo rapporto con il continente africano comincia nel 1941, quando l'allora ingegnere lavora in un grosso cantiere in Niger. In seguito, rientra in Francia dove partecipa ai movimenti di resistenza e alla fine della guerra, ritorna in Africa e intraprende una carriera intensa e poliedrica come regista, antropologo e filmmaker.
I suoi film hanno dato vita al cosiddetto cinéma vérité, espressione coniata da lui stesso. La Nouvelle Vague in particolare subirà la sua influenza.
Georges Sadoul ha scritto che Il suo film del 1961, Chronique d'un été, «fu in un certo senso il manifesto del "cinema verità", termine che gli autori presero da una traduzione (inesatta) da Dziga Vertov. I suoi operatori si servirono della macchina da presa "viva", portatile e collegata a un magnetofono sincrono».

## Biografia
Ingegnere formatosi all'Ecole des Ponts et Chaussées di Parigi, aveva pochi anni prima proposto in questo contesto il suo primo documentario etnografico girato in Africa sulla caccia all'ippopotamo tra i Sorko di Firgoun, nel cuore dell'antico impero Songhai. L'apprezzamento e il successo del film soprattutto da parte degli esponenti più autorevoli del momento (tra cui Claude Lévi-Strauss, Marcel Griaule, Germaine Dieterlen) permette a Rouch di ottenere un finanziamento per completare il lavoro che esce nel 1947 con il titolo Au pays des mages noirs. Rouch prosegue la sua formazione come allievo di Marcel Griaule specializzandosi sulla storia e sulla religione dei Songhai maliani e allo stesso modo, continuando a coltivare la sua passione per il cinema.
La sua attività è stata intensissima. Dal dopoguerra all'anno della sua scomparsa ha realizzato almeno 120 film, prevalentemente in Africa e su tematiche di tipo antropologico. L'evoluzione del linguaggio di Rouch è strettamente collegata all'evoluzione tecnica cinematografica e agli espedienti che egli elabora per creare una relazione sempre più immediata con la realtà.
I primi film girati tra il 1946 e il 1949 furono realizzati senza sonoro e in bianco e nero, con una cinepresa 16mm leggera della Bell and Howell, comprata al mercatino delle pulci di Parigi che Rouch utilizzò peraltro a mano, avendo spaccato il treppiede; questo procedimento, nato in maniera del tutto accidentale, si svilupperà praticamente per tutta la sua carriera. Nel 1957 il cineasta/etnologo introduce un nuovo filone, quello della etno-fiction: Jaguar è il corrispettivo filmico della ricerca che aveva impegnato Rouch fino al 1956, anno della pubblicazione dello studio sociologico dedicato alle migrazioni in Ghana dei Songhai del Mali. Insieme ai suoi amici, il regista/operatore intraprende un viaggio che li condurrà ad Accra attraverso episodi divertenti e grotteschi: in quest'opera lo sguardo dell'osservato e quello dell'osservatore si incrociano ed emerge una terza voce per mezzo del supporto filmico che media tra le due realtà dell'incontro etnografico. L'autore c'è, esiste e propone una personale lettura dei fatti.
Questa modalità di produzione è stata per molti critici e storici del cinema l'ispirazione che ha dato vita alla nascita della Nouvelle Vague e che ha tracciato una linea guida importante nella cinematografia d'autore in Francia: la centralità dell'autore, la sua poetica espressa chiaramente dai suoi interventi, fa sì che egli si assuma fino in fondo la responsabilità del suo prodotto artistico. L'esperienza di Jean Rouch impressiona profondamente Jean-Luc Godard.
Rouch gira insieme al sociologo Edgar Morin Chronique d'une été utilizzando per la prima volta un'attrezzatura leggera per la registrazione del suono sincrono. Gianni Volpi scrive che il film è da considerare tra «le prime vere esperienze di "cinema diretto", (...)» e «rappresenta una tappa chiave di un processo che, grazie allo sviluppo dei mezzi tecnici di ripresa, vuole avvicinare realtà (i più metafisici dicevano vita) e cinema». Volpi continua dicendo che il biglietto da visita di Rouch «recitava "Incaricato di ricerche per conto del Musée de l'Homme, e chiosava Godard: "Esiste una più bella definizione del cineasta?».
In precedenza, i suoi lavori venivano post-sonorizzati con una colonna sonora giustapposta, costruita con suoni originali raccolti sul posto e commenti ad essi relativi. È significativo il fatto che anche dopo l'introduzione della registrazione sincronica, Rouch abbia continuato sistematicamente a commentare i suoi montaggi con espressioni poetiche e riflessioni personali, valorizzando sempre di più il punto di vista dell'autore/antropologo, dunque precorrendo di 20 anni la linea ermeneutica e postmoderna della stessa antropologia. 
Rouch trovò la morte nel 2004 in un incidente automobilistico in Niger.

## I signori folli
L'opera indubbiamente più nota in ambito antropologico è però antecedente all'introduzione del sonoro e risale agli anni 1954/55: Rouch realizza Les Maïtres fous, uno straordinario documento filmico dei rituali di possessione Hauka, presso i popoli Songhai dell'Africa occidentale, praticati ad Accra dagli stessi emigranti di cui Rouch si era già occupato. Sono “divinità nuove”, giunte dal mondo ancestrale intorno agli anni '20 del secolo scorso, in pieno dominio coloniale ed è proprio di quest'ultimo che rappresentano il catalizzatore, il "rimedio" nel commento finale dello stesso Rouch. Il movimento religioso fu represso con violenza dagli esponenti del regime e dalle organizzazioni politiche che collaboravano con esso. Il recupero della tradizione attraverso il rito di possessione e la trance è in questo caso funzionale alla ricostruzione identitaria e religiosa, sentita come una necessità impellente per reagire all'esperienza coloniale; lo schema dei riti di passaggio di Arnold Van Gennep è riprodotto perfettamente nelle sue tre fasi principali. All'arrivo degli spiriti che prendono possesso degli astanti, si definiscono i ruoli dei protagonisti della performance: gli esponenti dello stato maggiore dell'impero britannico e la moglie del dottore, la locomotiva e il camionista. Lentamente tutti i protagonisti, uno dopo l'altro, entrano nello stato alterato della trance a questo punto mettono in scena una tavola rotonda dello stato maggiore inglese per decidere il da farsi; un cane viene sacrificato, cucinato, smembrato e divorato dai protagonisti mentre diversi oggetti simbolici vengono offerti in sacrificio all'altarino del governatore.
Tra danze, canti, marce e discussioni che avvengono in questo stato allucinato continuo, la giornata trascorre fino a sera, solo allora il primo spirito hauka decide di lasciare il corpo del suo posseduto e di seguito gli altri, così il gruppo rientra tranquillamente in città; il mattino seguente, completamente immerso nella luce del sole, Rouch riprende la sequenza filmica con i suoi amici al lavoro, sorridenti e affaccendati, cui sovrappone i flashback con le immagini più forti e violente della sera prima.
I "signori folli" sono dunque gli Hauka, gli spiriti incarnati nei loro posseduti songhai ma certamente anche gli ufficiali dell'esercito inglese che agiscono in modo incomprensibile e violento; anche dopo l'indipendenza, gli hauka continueranno a comparire nei rituali di possessione songhai, la loro funzione politica di resistenza al regime coloniale ormai esaurita si trasfonde nella dimensione più ampia di espressione ed emancipazione dai sentimenti più contrastanti e distruttivi, propria degli stati alterati di trance. Gli aspetti teatrali e performativi di questa particolare forma rituale già evidenziati da Leiris vengono sottolineati e documentati anche dal mezzo filmico grazie a Rouch.

## Filmografia
- Bataille sur le grand fleuve (1952)
- Jaguar (1954)
- Les Maïtres fous (1955)
- Les Fils de l'eau (1955)
- Moi, un noir (1958)
- La Pyramide humaine (1961)
- Chronique d'un été (1961)
- Le adolescenti (La Fleur de l'âge, ou Les Adolescentes), co-regia di Gian Vittorio Baldi, Michel Brault e Hiroshi Teshigahara (1964)
- La Chasse au lion à l'arc (1965)
- Jaguar (1967)
- Les Fêtes du Sigui (1967-1974)
- Petit à petit (1970)
- Cocorico Monsieur Poulet (1974)
- Bougo, les funérailles du vieil Anaï (1979)
- Dionysos (1984)
- Brise-glace (1987) di Jean Rouch, Raúl Ruiz, Titte Törnroth
- Enigma (1988)
- Le Rêve plus fort que la mort (2003)